# Chlmecké pahorky
Chlmecké pahorky jsou částí geomorfologického podcelku Medzibodrocké pláňavy v jižní části Východoslovenské nížiny.  Je to výrazný krajinný prvek, vystupující v rovinatém území mezi městem Královský Chlmec a obcemi Svätuše a Malý Horeš. Nejvyšším bodem území je Velký kopec (263,9 m n. m.) s pravidelným oválným půdorysem.
Z geologického hlediska je to andezitový vulkanit z období středního miocénu, tvoří soubor lávových proudů.
Severní část území (masiv Čierné hory) je porostlá dubovým lesem, zatímco masiv Velkého kopce na jihu je pokryt rozsáhlými vinohrady s četnými vinnými sklepy. Na západních svazích je několik andezitových lomů. V jihozápadní části leží přírodní rezervace Poniklecová lúčka.